# Тамура, Эрико
Эрико Тамура (яп. 田村 英里子 Тамура Эрико, род. 16 января 1973 года, Ибараки, Япония) — японская актриса и певица.

## Фильмография
1. Драконий жемчуг: Эволюция (2009) — Май
2. На службе у дьявола (сериал) (2007—2009) — Кристен
3. Последний шквал (2007) — Жасмин
4. Dakara watashi wo suwarasete (2006) — Такако Кикураи
5. Школа сёрфинга (2006) — Тика
6. Jiko (2001) — Риэко
7. Inochi no umi (2000)
8. Yakusoku (1999) — Риэко
9. Kurenai (1998) — Маки Сатомура
10. Ichi, ni no sanshiro (1996) — Сино
11. Ninja gaeshi mizuno shiro (1996) — Юкино
12. Hideyoshi (1996) — Отама
13. Kagerô II (1996) — Отё
14. Onimaro zanshinken (1995) — Орин
15. Don o totta otoko (1994) — Джейн
16. Watashi ga aishita Ultraseven (1993) — Юрико Хисими / Анне
17. Hana no furu gogo (1989) — Нумата
18. Эрико, легендарная поп-звезда (1989) — Эрико Тамура (в роли себя)